# ابراهیم مکی
ابراهیم مکی (زاده ۱۳۲۱ در تهران) نویسنده، نمایشنامه نویس و فیلم‌نامه‌نویس ایرانی است.

## زندگی و فعالیت‌ها
وی یکی از شخصیت‌های تأثیرگذار در بهبود نمایشنامه‌نویسی رادیویی در دهه‌های پنجاه تا هفتاد شمسی است و نخستین مدرسی است که اقدام به تألیف کتابی برای آموزش نمایشنامه‌نویسی نمود.

## نمایشنامه
- پدر و پسر
- هتل نیمکت
- عشق
- صبح طلوع می‌کند
- انکار
- گُم
- خلوت‌گاه
- کله سفید
- شتر قربانی
- آهای! با تو هستم
- کجایی؟

## فیلم‌نامه‌نویسی
- جایزه
- ذبیح
- رضا هفت‌خط
- قدیر